# Nasenloch

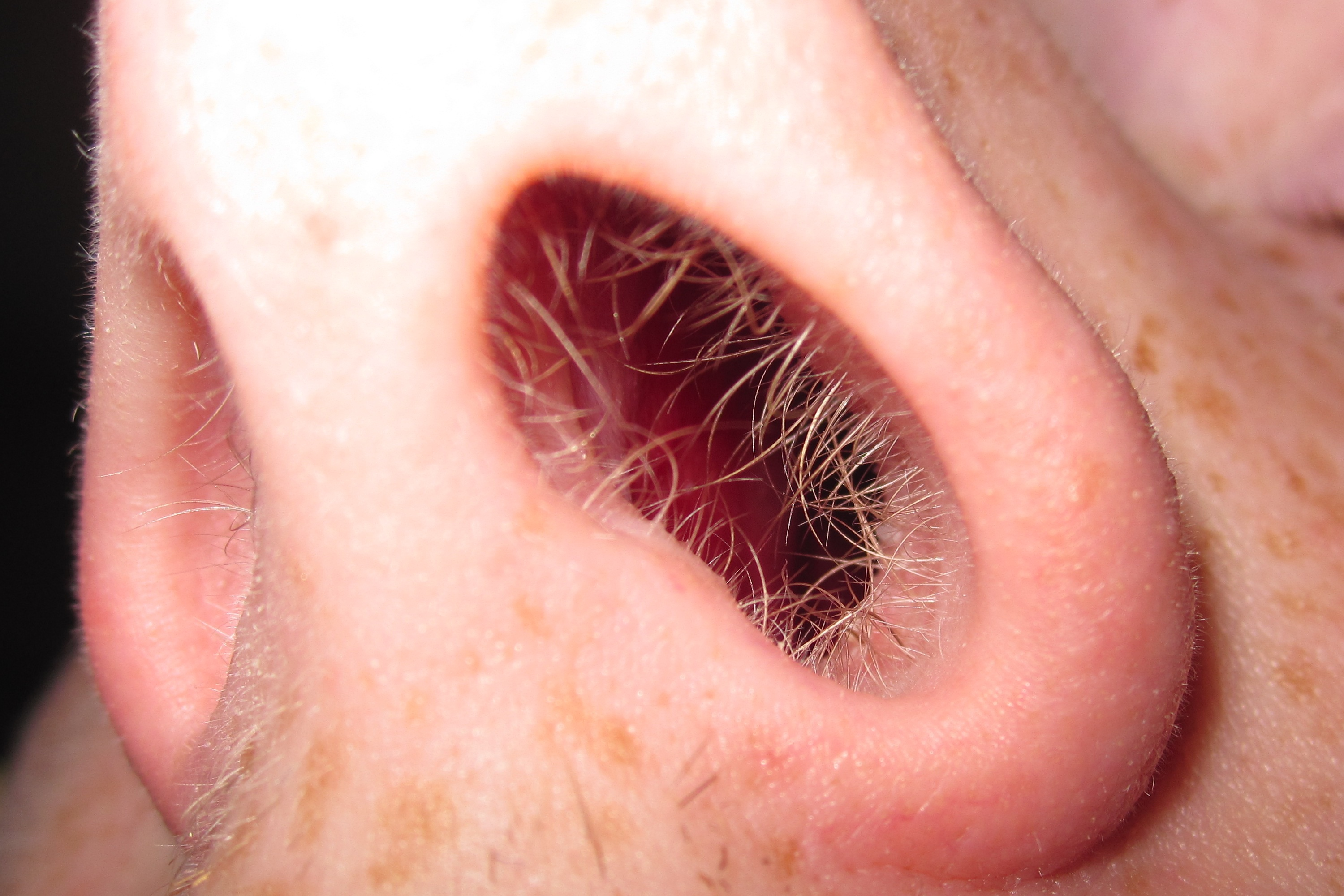
Nasenlöcher und -haare des Menschen

Die Nasenlöcher (lat. Nares, Einzahl Naris; Syn. Nasenöffnung, Apertura nasi) sind die beiden rundlichen vorderen Öffnungen der Nase, genauer des Nasenvorhofs (Vestibulum nasi). Sie werden seitlich durch die Nasenflügel (Alae nasi) und in der Mitte durch das Nasenseptum (Septum nasi) begrenzt. Die Nasenlöcher werden durch tierartlich verschieden geformte Knorpel gestützt und sind dadurch beweglich. Sie dienen dem Durchtritt der Atemluft und von Duftstoffen zur Riechschleimhaut.

## Mensch
Beim modernen Menschen und auch beim Homo erectus sind die Nasenlöcher nach unten gerichtet. Sie können durch den bilateralen Musculus nasalis verengt und erweitert werden. Seine Pars transversa (querverlaufender Teil) wirkt dabei wie ein Schließmuskel, die Pars alaris (Flügelteil) bewegt nur die Nasenflügel. Der zarte Musculus levator labii superioris alaeque nasi erweitert ebenfalls das Nasenloch, wohingegen der Musculus depressor septi nasi die Nasenscheidewand nach unten zieht und damit, wie auch der Musculus depressor alae (Syn. M. myrtiformis), das Nasenloch verengt. Die Muskulatur spielt für die Regulierung der Nasenlochweite beim Menschen nur eine untergeordnete Rolle, sie beteiligt sich aber an der Mimik und damit am Ausdruck von Gefühlen. Der große hufeisenförmige Nasenflügelknorpel (Cartilago alaris major) umrahmt die Nasenöffnung und legt sich mit seinem zur Mitte hin gelegenen Schenkel der Nasenscheidewand an. Dadurch entsteht eine leistenförmige Erhöhung (Limen nasi). Diese Stelle  wird auch als „inneres Nasenloch“ bezeichnet. Zudem stabilisieren beidseits drei bis vier kleinere Nasenflügelknorpel (Cartilagines alares minores) die Nasenlöcher. Die Nasenöffnung wird durch Schutzhaare (Vibrissae) vor Fremdkörpern geschützt.
Bei einer Septumdeviation kann ein Nasenloch größer als das andere sein. Beim Septum-Piercing wird das Piercing durch die Nasenscheidewand gestochen und ragt aus den Nasenlöchern.

## Andere Säugetiere
Bei den übrigen Säugetieren werden die Nasenöffnungen ebenfalls durch Nasenknorpel (Cartilagines nasi externi) gestützt. Der bewegliche Teil der Nasenscheidewand (Pars mobilis septi nasi) setzt sich oben und unten in die Seitenwandknorpel (Cartilagines nasi laterales dorsales und ventrales) fort. Darüber hinaus gibt es einen zur Mitte gerichteten Zusatzknorpel (Cartilago nasalis medialis accessoria), bei Schafen, Raubtieren und Schweinen auch einen seitlichen Zusatzknorpel (Cartilago nasalis lateralis accessoria). Die Erweiterung der Nasenlöcher erfolgt durch den Musculus levator nasolabialis, bei Pferden auch durch den Musculus caninus. Der Musculus dilatator nasi apicalis und der Musculus lateralis nasi sind vor allem bei Pferden und Wiederkäuern ausgebildet und dienen ebenfalls der Erweiterung des Nasenlochs. Die getrennten Luftströme durch die beiden Nasenlöcher scheinen eine Rolle beim räumlichen Riechen zu spielen.

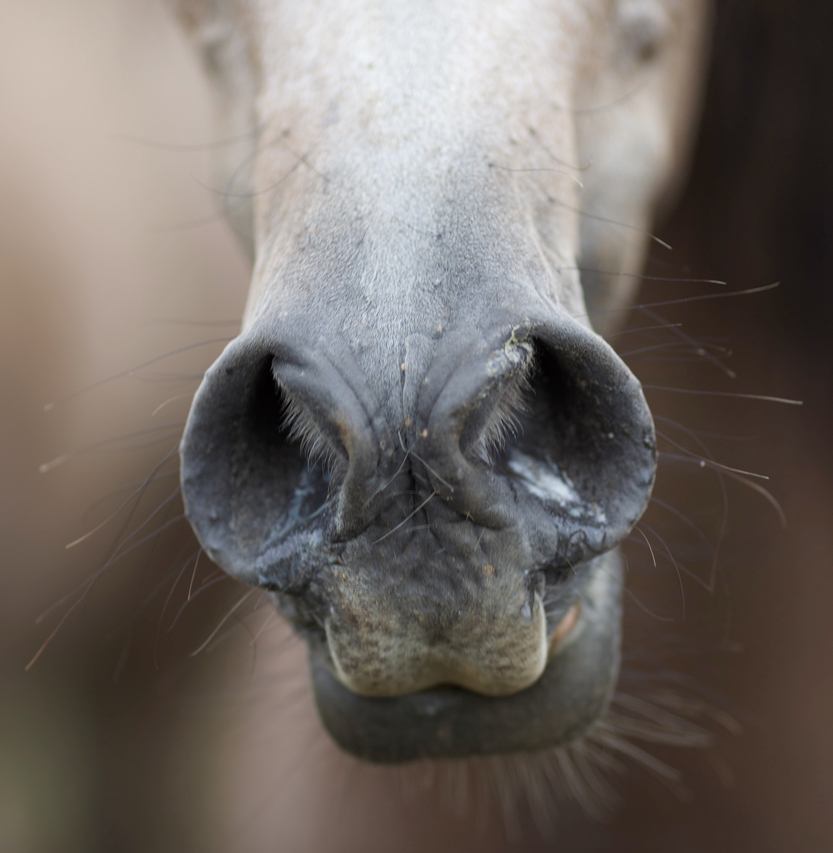
Aufgeblähte und damit runde Nüstern eines Pferdes
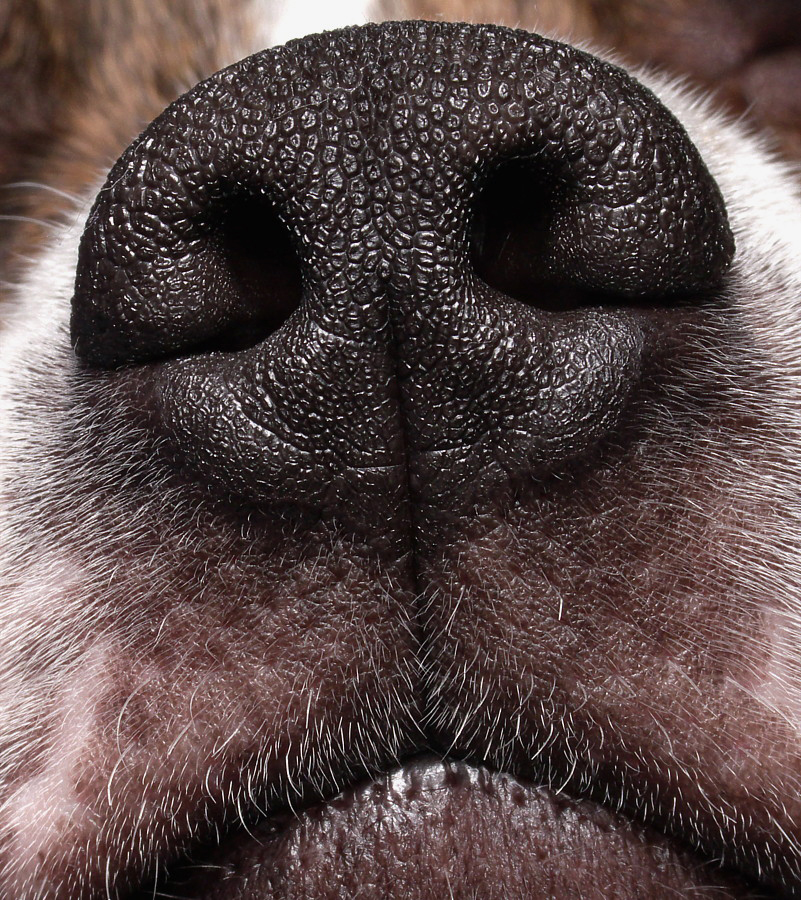
Nasenspiegel eines Haushundes
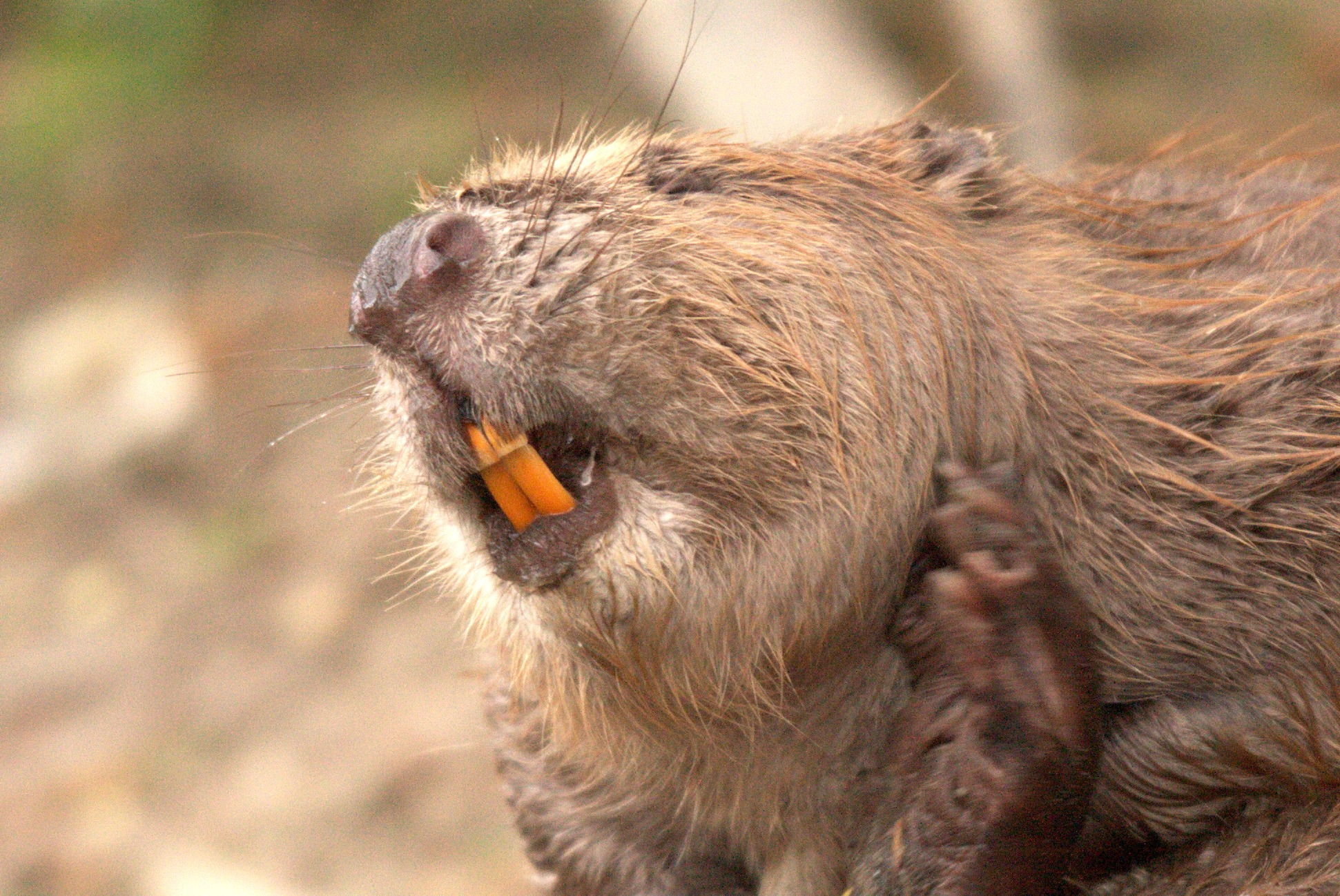
Narialkissen bei einem Biber
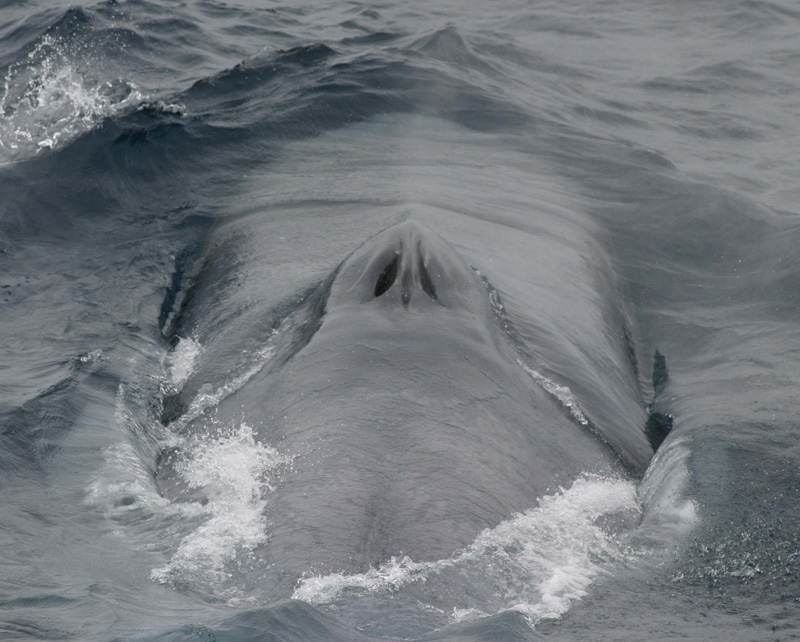
Paariges Blasloch eines Blauwals

Bei Pferden werden die Nasenlöcher auch als Nüstern bezeichnet. Der dorsale Seitenwandknorpel ist nur gering ausgebildet, der ventrale fehlt ganz. Dadurch ist der seitliche Rand des Nasenlochs ohne knorplige Stütze („weiche Nase“). Von der Spitze der Nasenscheidewand geht der kommaförmige Flügelknorpel (Cartilago alaris) aus, der die Nasenöffnung oben, unten und zur Mitte hin stützt. Der innenseitige Nasenflügel ragt als Flügelfalte (Plica alaris) in den oberen Nasenlochwinkel, so dass das Nasenloch bei normaler Atmung eine mondsichelförmige Gestalt hat. Erst bei forcierter Atmung erweitert sich das Nasenloch und nimmt eine runde Gestalt an. Oberhalb der Flügelfalte endet das Nasenloch blind („falsches Nasenloch“) in der „Nasentrompete“ (Diverticulum nasi). Dies ist beim Einführen einer Nasenschlundsonde zu beachten.
Bei Hunden liegen die Nasenlöcher auf dem Nasenspiegel und sind rund. Zur Seite laufen sie in einen Schlitz aus. Angeborene Verengungen der Nasenlöcher kommen vor allem bei brachycephalen Hunderassen vor. Dies kann die Einatmung stark behindern (inspiratorische Dyspnoe), so dass eine chirurgische Nasenlocherweiterung notwendig sein kann.
Bei Nagetieren und Hasenartigen liegen im Bereich der Nasenlöcher die der taktilen Wahrnehmung dienenden Narialkissen.
Bei den Walen wird das Nasenloch als Blasloch bezeichnet, da es beim Ausatmen eine Nebelfontäne (Blas) erzeugt. Während Zahnwale nur ein Blasloch besitzen, haben Bartenwale zwei.

## Vögel, Reptilien und Amphibien

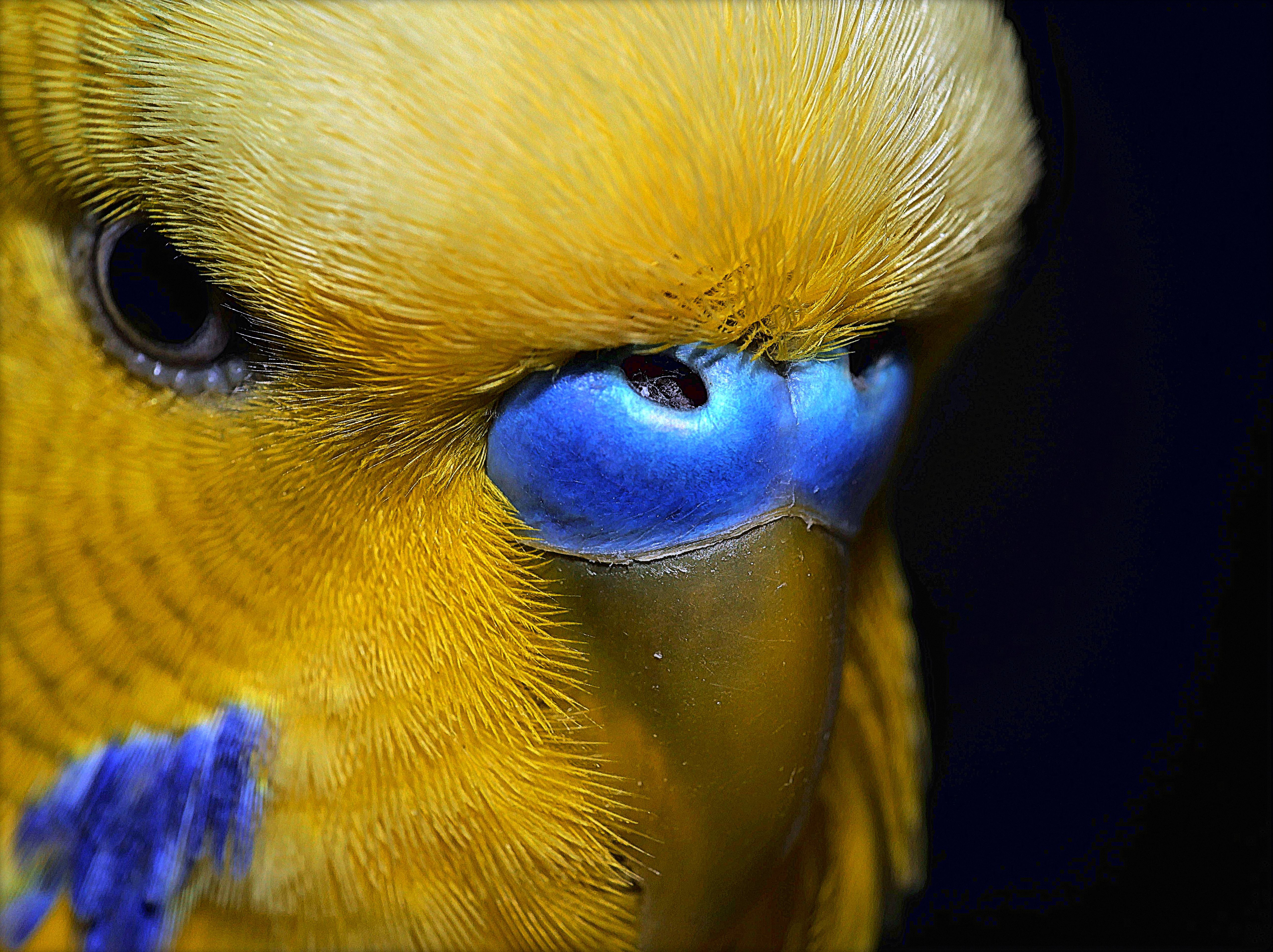
Nasenöffnung bei einem Wellensittich: Die auffällig gefärbte Umgebung wird als Wachshaut bezeichnet und ist bei männlichen Tieren blau.

Bei Vögeln liegen die Nasenlöcher an der Schnabelbasis, lediglich bei den Kiwis an der Schnabelspitze. Bei vielen Entenvögeln ist die Nasenscheidewand im Bereich der Nares perforiert (Nares perviae), bei den übrigen Vögeln dagegen nicht (Nares imperviae).
Bei den Reptilien liegen die beiden Nasenlöcher meistens nahe der Schnauzenspitze. Sie sind bei vielen wasserlebenden Reptilien verschließbar und verhindern so beim Tauchen das Eindringen von Wasser. Bei Krokodilen ist die Nasenöffnung von einem geschlossenen Ring zirkulär verlaufender Muskelfasern umgeben, die einen Schließmuskel (Musculus constrictor naris) bilden. Dieser wird von einem Bündel längsverlaufender Muskelfasern durchzogen, die den Nasenlocherweiterer (Musculus dilatator naris) darstellen. Bei maximaler Weitstellung ist die Nasenöffnung rund, während bei der Verengung die hintere Wand nach vorn gezogen wird, wodurch die Nasenlochränder eine schrägstehende Sichelform zeigen.
Auch bei Amphibien sind die Nasenlöcher verschließbar. Der Verschluss ermöglicht auch das Aufblasen eventuell vorhandener Schallblasen.